# Budiño (La Coruña)
Budiño (llamada oficialmente Santa María de Budiño) es una parroquia española del municipio de El Pino, en la provincia de La Coruña, Galicia.

## Entidades de población
Entidades de población que forman parte de la parroquia:
- Carolliño
- Campo (O Campo)
- Parañoa
- Pazos de Arriba
- Quintás
- San Migueliño
- Sar
- Cancelas (As Cancelas)
- Couto (O Couto)
- Cruceiro (O Cruceiro)
- Fixó
- Fontaíña (A Fontaíña)
- Pazos de Abaixo
- Porta de Roxos (A Porta de Roxos)
- Regodagua (Regodauga)
- Bautureira (A Voutureira)
- Pipas
- A Rúa

## Demografía
| Gráfica de evolución demográfica de Budiño entre 2000 y 2019 |
|                                                              |
| Datos según el nomenclátor publicado por el INE.             |